# 슈퍼액션히어로 5
《슈퍼액션히어로5》는 대한민국의 게임회사 컴투스에서 제작한 모바일 게임으로, 2011년에 발매되었다.

## 발매일
2011년 8월에 SK텔레콤으로 먼저 출시되었다.

## 인터페이스

### 체력 스테이터스
체력 바는 게임에 따라 달라진다. 빨간색은 일반 HP이며, 레벨업을 할 때마다 초록색 부분이 길어진다. 파란색은 무한미션의 HP이며, 이 또한 레벨업을 할 때마다 길어진다.

## 가면

### 가면의 능력치
가면의 능력치는 PUNCH, KICK, THROW, SPEED, JUMP로 나뉘어 있으며, 별이나 적을 해치우면 얻을 수 있는 오브를 통해 가면을 성장시킬 수 있다.

### 가면 에디트
연필, 붓, 페인트 등의 기능으로 자신만의 가면을 꾸밀 수 있으며, 능력치와 가면 스킬 슬롯의 수는 랜덤으로 결정된다.